# メ〜テレライブ BOMBER-E
『メ〜テレライブ BOMBER-E』（メ〜テレライブ ボンバーイー）は、名古屋テレビ放送（メ～テレ）で放送されている深夜音楽番組である。通称「ボンバE」。2013年10月からリニューアルされた『BOMBER-E』も本頁にて取り上げる。

## 概要
中京広域圏向けのローカル番組として2005年4月から月1回ペースで放送開始。その後「モバちゅー」枠に入り、2006年には第3火曜日、2007年には第4火曜日に放送された。
2008年4月以降は第2・第4火曜日の月2回に放送回数が増えたものの、2009年4月以降は再び月1回（第1火曜日）に戻った。
2012年4月、篠田麻里子（当時はAKB48に所属）に代わってMICROがMCに加わったことに伴い、大幅なリニューアルを実施。MICROは「家族Fes.」も含めた野外ロケ以外には参加せず、これまで番組に参加してきた齋藤寿幸もナレーションとスタジオライブ収録時のMC以外では姿を見せなくなった（演奏前のスタジオトークは収録されていないために齋藤の姿は確認できていない）。2013年10月に番組名を『BOMBER-E』として再びリニューアルし、毎週放送のレギュラー番組に昇格した。これに伴い、週替わりで4つのプログラムに細分化された（詳しくは後述）。またMICROも総合司会に昇格した。2019年7月31日放送分より声優の戸松遥（愛知県一宮市出身）が司会に新加入、2020年4月よりスタジオライブのみとなり隔週火曜日となり、2020年5月6日放送分をもってMICROも総合司会を卒業、戸松が5月20日より総合司会に昇格、2022年一杯で戸松が卒業し2023年からマンスリーMC。体制に移行していたが2023年4月より上坂嵩（同局アナウンサー）の不在時代行を勤めていた島貫凌 （同局アナウンサー）がアシスタントに昇格し、更に2023年5月24日放送分から戸松の後任として2023年2月のマンスリーMCだった鬼龍院翔が就任した。2024年19年間の放送に幕を閉じた

## 内容
地域密着型のスタジオライブに加えて、他のアーティストのリリース情報も紹介する。不定期に1組のアーティストを特集した特別版が放送される場合もある。
観覧希望する場合は、メ～テレの公式携帯サイト（iモード、EZweb、Yahoo!ケータイ）にて申し込む形となっている（事前に有料会員登録が必要）。PCやスマートフォンからの申込みについては、2013年12月に募集開始となる2014年1月収録分から申込みができるようにになった。

## 出演者
レギュラー
- 鬼龍院翔（ゴールデンボンバー）（2023年2月、【マンスリーMC】→司会、2023年5月24日‐）[2]。
- 島貫凌（2022年10月4日‐上坂不在時の代行→2023年4月11日‐、アシスタント）

## マンスリーMC
過去のレギュラー
- 福井未菜（2005年4月 - 2006年12月）
- 篠田麻里子（当時AKB48）（2007年4月24日 - 2012年3月）
- 齋藤寿幸（当時メ～テレアナウンサー） - 2012年4月以降はナレーションと収録時のMCのみ
- 黒岩唯一（2012年4月 - 2013年9月）ライブ収録のMCのみ
- 塩尻奈都子（当時メ～テレアナウンサー）（2013年10月 - 2018年11月14日）[6]
- 谷真理佳（当時SKE48）（2018年11月28日 - 2020年3月31日）MC【プライべーﾄナイトのみ】[7]
- MICRO（HOME MADE 家族）[1]（2012年4月 - 2020年5月6日） 総合司会　[8]
- 望木聡子[1]（2018年11月21日 - 2020年5月6日）[9]
- 戸松遥[1]（2019年7月31日 - ） -【2020年7月15日 - 2022年12月21日 総合司会】[10]
- 上坂嵩（2020年7月15日 - 2023年3月）[11]

## 主なコーナー
スタジオライブ
メ～テレのBスタジオにおいて収録が行われる。なお、2007年4月24日放送分から地上デジタル放送では、AACフォーマットによる5.1chサラウンド放送が開始された。第1弾はmihimaru GTである。
トークライブ
2008年4月から同じBスタジオにおいて、第2火曜日放送分からはアーティストへの質問等を含めた「トークライブ」形式として放送される。従来のステレオ放送による収録となる。第1火曜放送となった2009年の4月・5月分は放送されず6月分から再開されたものの、2010年度では3月に放送されて以降は放送されなくなった。

### 過去のコーナー
月刊オトコまえ しのちゃん
篠田がBOMBER-E以外の現場において撮影された写真を元に黒岩と斎藤が男前かどうかを判定するコーナー。時期が不明だが、自然消滅する形で終了した。

## 2013年10月～2020年3月のプログラム
各プログラムの詳細は、公式サイトを参照。
ミュージックナイト
従来のスタジオライブの流れを引き継ぐプログラム
アイドルナイト
アイドルや声優によるパフォーマンスの披露
バラエティナイト
お笑い芸人やパフォーマー等の様々なエンターテイナーが登場するプログラム
プライベートナイト
女性アーティストやモデル・タレントの女子3人によるトークバラエティ

## 現在の放送時間
メ〜テレ（東海3県）
- 隔週水曜日 0:53 - 1:25（火曜日深夜、2020年4月7日以降）

エンタメ〜テレ（スカパー!・スカパー!プレミアム・スカパー!プレミアム光・ひかりTV・ケーブルテレビ）
- 日曜日（第1週・第2週または第1週・第3週、初回放送） 12:30 - 13:00

## 主な出演アーティスト
収録形式は問わず。なお、ここに記載されているBiSHは、この番組で45分間通しのライブ放送後反響を呼び、『雨上がり決死隊のトーク番組アメトーーク!』（テレビ朝日）において「BiSHドハマり芸人」として特集されている（2019年10月10日放送）。
- あゆみくりかまき
- AKB48
- SKE48
- 乃木坂46
- 土屋アンナ
- 三枝夕夏 IN db
- Juice=Juice
- BiS
- BiSH
- 家入レオ
- HOME MADE 家族
- ゴスペラーズ
- SEAMO
- 三戸なつめ
- 東京パフォーマンスドール
- 東方神起
- MEGARYU
- Creepy Nuts(R-指定&DJ松永)
- GACKT
- 森口博子
- FEMM
- 矢井田瞳
- RIKI
- 三浦大知
- GILLE
- 槇原敬之
- 風男塾
- mihimaru GT
- 夢みるアドレセンス
- 中村正人（DREAMS COME TRUE）
- 倖田來未
- 高杉さと美
- 及川光博
- チームしゃちほこ
- キマグレン
- Mrs. GREEN APPLE
- 鶴
- D-51
- 井上苑子
- 秋川雅史
- 藤田恵美
- TOSHI（X JAPAN）
- BOYS AND MEN
- 木村カエラ
- 横山ルリカ
- アイドリング!!!
- 清竜人25
- IMALU
- アレクサンドラ・スタン
- 西内まりや
- 九州男
- 7ORDER

## スタッフ
2024年1月10日放送分以降
- ナレーター：堂野浩久（メ〜テレアナウンサー）、神取恭子
- 構成：濱田健吾【不定期】
- 舞台監督：吉田誠
- SW：久保田圭一、鳥居亮太【週替わり】（共にCAMの回あり）
- CAM：永沼璃奈【毎週】、平賀正一、桑原拓也、二村武史、鹿田智樹、柴山大生、大楫尚史、浅井伸英、喜多利樹、野崎俊哉、貞近友喜【週替わり】
- AUD：白木貴之【毎週】、島田裕文、川島典泰、青木めぐみ、鈴木香菜、高橋菜月【週替わり】
- 照明：関康夫、廣瀬陽一、西川真由、杉浦綱治、佐々木英二、福本尚一郎【週替わり】
- VE：方便剛、朱宮正高【不定期】
- 美術：岩田大作、猪俣吾朗【毎週】、増岡美紀【週替わり】
- 特効：アクロス【不定期】
- PA：山﨑マサヨシ（Splash!）
- 編集：河合孝昭
- MA：イ・ジョンホ、髙木美玖【毎週】、三津川竜、岡田脩利【週替わり】
- CG：平野賢治、伊藤雅之
- デスク：長谷夕芽加
- ディレクター：篠田直哉【毎週】、本山拓志【週替わり】
- 演出/ディレクター：松本浩宜・村上綾香（サンデーフォークマネージメント）、谷口淳哉【回によって異なる】
- 演出＆プロデューサー：川本謙一
- チーフプロデューサー：伊豫田章悟
- 制作協力：サンデーフォーク
- 制作著作：メ〜テレ